# Luciano Spalletti
Luciano Spalletti (n. 7 martie 1959, Certaldo, Toscana, Italia) este un fotbalist italian retras din activitate, care a jucat pe post de mijlocaș la echipe ca Entella, Spezia și Empoli. După încheierea carierei, a devenit antrenor, și antrenează în prezent pe echipa națională de fotbal a Italiei.
A mai antrenat echipele Zenit Sankt Petersburg, club pe care l-a antrenat în perioada 2009–2014, Empoli, Sampdoria, Venezia, Ancona, Udinese (în două rânduri), AS Roma și Napoli cu care a devenit campion al Italiei în 2023.
Cu Udinese, Spalletti a reușit să se claseze pe locul patru în sezonul 2004–05 al Serie A. Pe AS Roma a condus-o până în finala Coppa Italia 2005–06 și a câștigat următoarele două ediții. De asemenea, sub conducerea sa, pe 26 februarie 2006, Roma a bătut recordul Serie A pentru cele mai multe victorii consecutive (11). În același an, 2006, Spalletti a fost numit „Antrenorul anului în Serie A”. A revenit la AS Roma în perioada 2016–2017, unde a încheiat pentru a patra oară în postura de vicecampion al Italiei
Preluând echipa echipa Zenit Sankt Petersburg în decembrie 2009, Spalletti a condus-o în următorii trei ani spre câștigarea a două titluri de campioană a Rusiei (2010, 2011–12), Cupei Rusiei (2009–10) și a Supercupei Rusiei (2011).

## Palmares
Empoli
- Accedere în play-off-ul Serie C1 (1): 1995–96
- Promovare în Serie B (1): 1996–97

Roma
- Coppa Italia (2): 2006–07, 2007–08
- Supercoppa Italiana (1): 2007
- Vice-Campion Serie A (4): 2005–06, 2006–07, 2007–08,  2015–16, 2016–17

Zenit St. Petersburg
- Campion Liga Rusă (2): 2009–10, 2011–12
- Cupa Rusiei (1): 2009–10
- Supercupa Rusiei (1): 2010–11

## Statistici antrenorat
La 10 martie 2014.
| Echipa               | Început           | Sfârșit           | Rezultate | Rezultate | Rezultate | Rezultate | Rezultate | Rezultate | Rezultate | Rezultate  | Rezultate                          |
| Echipa               | Început           | Sfârșit           | M         | V         | E         | Î         | GM        | GP        | GD        | Victorii % | Ref.                               |
| -------------------- | ----------------- | ----------------- | --------- | --------- | --------- | --------- | --------- | --------- | --------- | ---------- | ---------------------------------- |
| Empoli               | 1 iulie 1993      | 30 iunie 1998     | 176       | 60        | 61        | 55        | 199       | 179       | +20       | 34,09      | [ 15 ] [ 16 ] [ 17 ] [ 18 ] [ 19 ] |
| Sampdoria            | 1 iulie 1998      | 30 iunie 1999     | 44        | 14        | 11        | 19        | 49        | 62        | −13       | 31,82      |                                    |
| Venezia              | 1 iulie 1999      | 31 octombrie 1999 | 8         | 1         | 2         | 5         | 6         | 11        | −5        | 12,5       |                                    |
| Udinese              | 22 martie 2001    | 30 iunie 2001     | 11        | 2         | 4         | 5         | 13        | 19        | −6        | 18,18      |                                    |
| Ancona               | 1 iulie 2001      | 30 iunie 2002     | 38        | 14        | 8         | 16        | 43        | 52        | −9        | 36,84      | [ 21 ]                             |
| Udinese              | 1 iulie 2002      | 16 iunie 2005     | 121       | 52        | 32        | 37        | 165       | 142       | +23       | 42,98      |                                    |
| Roma                 | 16 iunie 2005     | 1 septembrie 2009 | 217       | 118       | 51        | 48        | 403       | 256       | +147      | 54,38      |                                    |
| Zenit St. Petersburg | 11 decembrie 2009 | 10 martie 2014    | 179       | 103       | 47        | 29        | 319       | 167       | +152      | 57,54      |                                    |
| Total                | Total             | Total             | 794       | 364       | 216       | 214       | 1.197     | 888       | +309      | 45,84      | —                                  |